# UFC Fight Night: MacDonald vs. Thompson
UFC Fight Night: MacDonald vs. Thompson（ユーエフシー・ファイトナイト：マクドナルド・バーサス・トンプソン、別名UFC Fight Night 89）は、アメリカ合衆国の総合格闘技団体「UFC」の大会の一つ。2016年6月18日、カナダ・オンタリオ州オタワのTDプレイスアリーナで開催された。

## 大会概要
本大会ではローリー・マクドナルドとスティーブン・トンプソンによるウェルター級ワンマッチが組まれた。
キャリア7戦全勝のジョナサン・ムニエがUFCデビュー。

## 試合結果

### アーリープレリム
第1試合 フライ級ワンマッチ 5分3R
○  アリ・バガウティノフ vs.  ジアン・エレーラ ×
3R終了 判定3-0（30-27、30-27、30-27）
第2試合 ウェルター級ワンマッチ 5分3R
○  コルビー・コヴィントン vs.  ジョナサン・ムニエ ×
3R 0:54 リアネイキドチョーク
第3試合 女子117.5ポンド契約ワンマッチ 5分3R
○  ランダ・マルコス vs.  ジョスリン・ジョーンズ＝ライバーガー×
3R終了 判定3-0（30-27、29-28、29-28）
※マルコスの体重超過により女子ストロー級から変更。
第4試合 ミドル級ワンマッチ 5分3R
○  イライアス・テオドロウ vs.  サム・アルビー ×
3R終了 判定3-0（29-28、30-27、30-27）

### プレリミナリーカード
第5試合 バンタム級ワンマッチ 5分3R
○  ジョー・ソト vs.   クリス・ビール ×
3R 3:39 リアネイキドチョーク
第6試合 ミドル級ワンマッチ 5分3R
○  クリストフ・ヨトゥコ vs.  タムダン・マクローリー ×
1R 0:59 KO（左フック）
第7試合 ライトヘビー級ワンマッチ 5分3R
○  ミシャ・サークノフ vs.   イオン・クテラバ ×
3R 1:22 肩固め
第8試合 ライト級ワンマッチ 5分3R
○  ジェイソン・サッゴ vs.  レアンドロ・シウバ ×
3R終了 判定2-1（29-28、28-29、29-28）

### メインカード
第9試合 女子フライ級ワンマッチ 5分3R
○  ジョアン・コールダウッド vs.   ヴァレリー・レターノー ×
3R 2:51 TKO（スタンドパンチ連打）
第10試合 ライト級ワンマッチ 5分3R
○  オリビエ・オービン＝メルシエ vs.  ティボー・グティ ×
3R 2:28 リアネイキドチョーク
第11試合 ミドル級ワンマッチ 5分3R
○  スティーブ・ボッセ vs.  ショーン・オコンネル ×
3R終了 判定3-0（29-28、29-28、29-27）
第12試合 ウェルター級ワンマッチ 5分3R
○  ドナルド・セラーニ vs.  パトリック・コーテ ×
3R 2:35 TKO（右フック→パウンド）
第13試合 ウェルター級ワンマッチ 5分5R
○  スティーブン・トンプソン  vs.  ローリー・マクドナルド ×
5R終了 判定3-0（50-45、50-45、48-47）

### 各賞
ファイト・オブ・ザ・ナイト： スティーブ・ボッセ vs. ショーン・オコンネル
パフォーマンス・オブ・ザ・ナイト： ドナルド・セラーニ、クリストフ・ヨトゥコ
各選手にはボーナスとして5万ドルが支給された。

### カード変更
負傷などによるカードの変更は以下の通り。
- アレックス・ガルシア → ジョナサン・ムニエ（第2試合）

- 山本"KID"徳郁 → ジョー・ソト（第5試合）